# Aki-ku (Hiroshima)
Aki (安芸区 Aki-ku?) es un barrio de la ciudad de Hiroshima, en la prefectura de Hiroshima, Japón. En junio de 2019 tenía una población estimada de 78.320 habitantes y una densidad de población de 832 personas por km². Su área total es de 94,08 km².

## Demografía
Según los datos del censo japonés, esta es la población de Aki en los últimos años.
| Año del censo | Población |
| ------------- | --------- |
| 1995          | 74.542    |
| 2000          | 75.435    |
| 2005          | 76.656    |
| 2010          | 78.789    |
| 2015          | 79.353    |